# Теті (село)
Теті (алб. Thethi) — село на півночі Албанії в області Шкодер. Знаходиться в північній частині долини річки Шала, сполучається з іншими частинами країни через долину річки, а також через 2 перевали: через західний іде грунтова дорога, а через східний, до сіл Ррагам і Валбона — гірська стежка.

## Історія
За переказами, село заснували переселенці-католики з інших регіонів Албанії в XVII столітті, які рятувалися від насадження ісламу османами. Натомість у 2008 році археологічні розкопки виявили залишки укріплення раннього середньовіччя на хуторі Грунас. Перша згадка села в джерелах датується 1485 роком, село згадується під назвою Фуша (алб. fushe, «село»), містило 7 дворів. Уперше назва Теті з'явилася на мапі Вінченцо Коронеллі 1688 року.
У кінці XIX століття й після проголошення Албанією незалежності 1912 року кордону з сусідньою Чорногорією фактично не існувало. Селяни ходили через перевал продавати товари туди. Кордон з'явився лише 1948 року після розколу між Югославією та Албанією й суворо контролювався до падіння комуністичного режиму в Албанії.
1921 року було відкрито школу. 1936 року було побудовано автомобільну дорогу до села. У 1956 році з'явилися перші мініготелі в центрі села, розраховані як базовий табір для альпінізму й гірського туризму. 1968 року був відкритий будинок відпочинку.

## Населення
Населення переважно екзогамне: місцеві чоловіки одружувалися на жінках з сусідніх сіл долини. Чоловіча лінія походить від засновника села Деда Ніки. Село розділено на 6 хуторів, кожен з яких веде родовід від одного з 6 братів. Усередині кожного хутора селяни спільно обробляють землю та володіють спільним водяним млином. Станом на 2009 рік використовувался лише ручна праця.
У 1904 році в селі було 100 будинків. Їх число зросло до 125 у 1937 році, а кількість мешканців до 900. У 1987 році в селі було 147 будинків, які населяло 1300 мешканців. Станом на 2000 рік кількість осель упала до 74, а мешканців до 650. У 2005 році в селі було 162 будинки, з яких лише 67 були заселені. З 95 порожніх 24 були напівзруйновані.

## Інфраструктура
У селі є 8-річна школа та медичний пункт.
Серед споруд села — 12 водяних млинів, 21 бункер, 7 стаєнь для худоби періоду колективізації сільського господарства.